# 腺毛粉条儿菜
腺毛粉条儿菜（学名：Aletris glandulifera），为百合科粉条儿菜属下的一个植物种。